# Brit Awards 2010
Les Brit Awards 2010 ont lieu le 16 février 2010 à l'Earls Court Exhibition Centre à Londres. Il s'agit de la 30e cérémonie des Brit Awards, présentée par Peter Kay et diffusée en direct à la télévision sur la chaîne ITV.
À l'occasion de cette 30e édition, deux prix spéciaux sont attribués : meilleur album britannique des 30 ans, dont les nommés sont des lauréats du Brit Award du meilleur album britannique depuis 1985, et meilleure prestation aux Brit Awards des 30 ans qui récompense la meilleure interprétation sur scène lors des différentes cérémonies.
En revanche, le prix du meilleur artiste britannique sur scène, qui était décerné chaque année depuis 2005, disparaît.
Du côté des récompenses internationales, le prix du meilleur album n'est plus attribué tandis que la révélation de l'année fait son retour après deux ans d'absence.

## Interprétations sur scène
Plusieurs chansons sont interprétées lors de la cérémonie :
- Lily Allen : The Fear
- JLS : Beat Again
- Kasabian: Fire
- Lady Gaga : Telephone / Dance in the Dark
- Florence and the Machine et Dizzee Rascal : You Got the Dirtee Love
- Jay-Z et Alicia Keys : Empire State of Mind
- Cheryl : Fight for This Love
- Robbie Williams: medley

## Palmarès
Les lauréats apparaissent en caractères gras.

### Meilleur album britannique
- Lungs de Florence and the Machine
  - It's Not Me, It's You de Lily Allen
  - Tongue n' Cheek de Dizzee Rascal
  - West Ryder Pauper Lunatic Asylum de Kasabian
  - Sunny Side Up de Paolo Nutini

### Meilleur single britannique
- Beat Again (en) de JLS
  - The Fear de Lily Allen
  - Bad Boys de Alexandra Burke feat. Flo Rida
  - Fight for This Love de Cheryl
  - Break Your Heart de Taio Cruz
  - Breathe Slow d'Alesha Dixon
  - In for the Kill de La Roux
  - Mama Do (Uh Oh, Uh Oh) de Pixie Lott
  - The Climb de Joe McElderry
  - Number 1 de Tinchy Stryder (en) feat. N-Dubz

Note : Le vainqueur est désigné par un vote des auditeurs de plusieurs radios britanniques et des lecteurs de The Sun.

### Meilleur artiste solo masculin britannique
- Dizzee Rascal
  - Calvin Harris
  - Mika
  - Paolo Nutini
  - Robbie Williams

### Meilleure artiste solo féminine britannique
- Lily Allen
  - Bat for Lashes
  - Florence and the Machine
  - Leona Lewis
  - Pixie Lott

### Meilleur groupe britannique
- Kasabian
  - Doves
  - Friendly Fires
  - JLS
  - Muse

### Révélation britannique
- JLS
  - Florence and the Machine
  - Friendly Fires
  - La Roux
  - Pixie Lott

### Meilleur producteur britannique
- Paul Epworth
  - Jim Abbiss
  - Ethan Johns (en)
  - Steve Lillywhite

### Choix des critiques
- Ellie Goulding
  - Delphic
  - Marina and the Diamonds

### Meilleur album international
- The Fame de Lady Gaga
  - Merriweather Post Pavilion d'Animal Collective
  - The E.N.D. de The Black Eyed Peas
  - Walking on a Dream d'Empire of the Sun
  - The Blueprint 3 de Jay-Z

### Meilleur artiste solo masculin international
- Jay-Z
  - Michael Bublé
  - Eminem
  - Seasick Steve
  - Bruce Springsteen

### Meilleure artiste solo féminine internationale
- Lady Gaga
  - Norah Jones
  - Ladyhawke
  - Rihanna
  - Shakira

### Révélation internationale
- Lady Gaga
  - Animal Collective
  - Empire of the Sun
  - Daniel Merriweather
  - Taylor Swift

### Meilleur album britannique des 30 ans
- (What's the Story) Morning Glory? d' Oasis
  - No Jacket Required de Phil Collins
  - A Rush of Blood to the Head de Coldplay
  - No Angel de Dido
  - Brothers in Arms de Dire Straits
  - Rockferry de Duffy
  - Hopes and Fears de Keane
  - Diamond Life de Sade
  - The Man Who de Travis
  - Urban Hymns de The Verve

### Meilleure prestation aux Brit Awards des 30 ans
- Spice Girls - Wannabe / Who Do You Think You Are (Brit Awards 1997)
  - The Who – Who Are You (Brit Awards 1988)
  - Bros – I Owe You Nothing (Brit Awards 1989)
  - Pet Shop Boys – Go West (Brit Awards 1994)
  - Take That – Medley The Beatles (Brit Awards 1994)
  - Michael Jackson – Earth Song (Brit Awards 1996)
  - Bee Gees – Stayin' Alive / How Deep Is Your Love (Brit Awards 1997)
  - Robbie Williams et Tom Jones – Medley The Full Monty (Brit Awards 1998)
  - Eurythmics et Stevie Wonder – There Must Be an Angel (Playing with My Heart) (Brit Awards 1999)
  - Kylie Minogue – Can't Get You Out of My Head (Brit Awards 2002)
  - Coldplay – Clocks (Brit Awards 2003)
  - Scissor Sisters – Take Your Mama (Brit Awards 2005)
  - Kanye West – Gold Digger (Brit Awards 2006)
  - Paul McCartney – Live and Let Die (Brit Awards 2008)
  - Girls Aloud – The Promise (Brit Awards 2009)

### Contribution exceptionnelle à la musique
- Robbie Williams

## Artistes à nominations multiples
- 3 nominations :
  - Lily Allen
  - Florence and the machine
  - JLS
  - Lady Gaga
  - Pixie Lott

- 2 nominations :
  - Animal Collective
  - Coldplay
  - Dizzee Rascal
  - Empire of the Sun
  - Friendly Fires
  - Jay-Z
  - Kasabian
  - La Roux
  - Paolo Nutini

## Artistes à récompenses multiples
- 3 récompenses :
  - Lady Gaga

- 2 récompenses :
  - JLS